# 絕望和希望
『絕望和希望』是日本創作歌手・川嶋愛在2005年4月6日發售的第6張單曲。

## 概要
前作『「再見」「謝謝」～唯一的地方～』的約五個月之後發售的單曲。
擔任了SEGA發售的PS2遊戲『新光明與黑暗續戰篇』的片頭曲。
在單週公信榜取得了第九名，且是獨立創作女性單人的第一名，更新了川嶋愛自己的個人最佳紀錄，且是第二張進入前十名的作品。

## 收錄曲
- 全作詞・作曲：川嶋愛

### 通常盤
1. 絕望和希望
編曲：陶山準
SEGA『新光明與黑暗續戰篇』片頭曲
PV中有一部份是來自該遊戲的影片。
2. 天使降臨
編曲：ieP
3. 絕望和希望（instrumental）
4. 天使降臨(instrumental)